# Lachnella
Lachnella Fr. (wełniczka) – rodzaj grzybów z rodziny Niaceae.

## Charakterystyka
Grzyby cyfelloidalne występujące na martwych gałązkach, rzadko na pniach twardego drewna lub martwych łodygach roślin zielnych. Powszechne, ale łatwe do przeoczenia. Owocniki miseczkowate lub dyskowate, siedzące lub z krótkim trzonkiem, na zewnętrznej stronie z długimi, białymi włoskami. Owocnik o średnicy 0,5–2 cm, o barwie od białej do szarej, w stanie świeżym woskowaty, po wyschnięciu twardy i trwały. Włoski zewnętrzne grubościenne z wąskim końcem, zwykle o zaokrąglonym wierzchołku, rzadziej zwężającym się w biczowaty wierzchołek, gładkie u podstawy, gęsto inkrustowane w kierunku wierzchołka. Bazydiospory eliptyczne, gładkie, nieamyloidalne, czasami występują cystydy, strzępki ze sprzążkami.
Lachnella wyróżnia się dość dużymi zarodnikami.

## Systematyka i nazewnictwo
Pozycja w klasyfikacji według Index Fungorum: Niaceae, Agaricales, Agaricomycetidae, Agaricomycetes, Agaricomycotina, Basidiomycota, Fungi.
[[Biologiczne nazewnictwo zwyczajowe}Polską nazwę]] zaproponował Władysław Wojewoda w 1999 r., przez Franciszka Błońskiego należące do tego rodzaju gatunki opisywane były jako kielisznik. Nazwę wełniczka Barbara Gumińska i W. Wojewoda nadali też zupełnie innemu rodzajowi Lachnellula z klasy workowców.
Gatunki występujące w Polsce:
- Lachnella alboviolascens (Alb. & Schwein.) Fr. 1849 – wełniczka białofioletowa
- Lachnella villosa (Pers.) Donk 1951 – wełniczka kosmata

Nazwy naukowe na podstawie Index Fungorum. Nazwy polskie według Władysława Wojewody.